# Јанез Хрибар
Јанез Хрибар  (Подлипоглав, код Љубљане, 8. октобар 1918 — Марибор, 21. септембар 1978) био је учесник Народноослободилачке борбе, пуковник ЈНА, друштвено-политички радник СР Словеније и народни херој Југославије.

## Биографија
Рођен је 8. октобра 1918. године у Подлипоглаву код Љубљане, у радничкој породици. Основну школу похађао је у Состру, а затим је у Љубљани изучио водоинсталатерски занат. Пре рата је учествовао радничком покрету. Године 1938. био је шест недеља у затвору, зато што је на изборима вербално иступио против владиних кандидата.
Након оснивања Ослободилачког фронта Словеније, 27. априла 1941. године, ступио је у Народноослободилачки покрет и био међу првим организаторима теренског одбора ОФ у Подлипоглаву. Одржавао је везу са партизанским јединицама и снабдевао их оружјем, муницијом и осталим потрепштинама.
У Народноослободилачку борбу ступио је 15. јула 1941. године. Као члан Молничке чете, новембра 1941. године укључио сед у Другу групу одреда, која је формирана над Липоглавом. У тој је групи био један од тројице обавештајаца. Преносио је извештаје између Друге групе одреда и Главног штаба НОВ Словеније, који је тада још био у Љубљани.
Једно време је био водник у школском логору код Липоглава. После италијанске офанзиве, постао је командир чете у Гупчевој бригади. Истакао се у борбама код Требелна, Ајдовца и Доба и акцијама против белогардиста у Сувој крајини. Код Прекрижја у Хрватској био је тешко рањен. Тада је био заменик команданта Другог батаљона Гупчеве бригаде. Године 1943, примљен је у чланство Комунистичке партије Словеније.
У лето 1943. године, вратио се из болнице и постао командант Трећег батаљона Гупчеве бригаде. До капитулације Италије, септембра 1943. године, рушио је непријатељске комуникације и нападао италијанске положаје. Учествовао је у борбама у Сувој крајини, Рибничкој долини, у Јеленовом жлебу и у Белој крајини.
После капитулације Италије, постао је командант Гупчеве бригаде и с њом водио борбе у Долењској и Нотрањској. Учествовао је у нападима на Ново Место, Тршку гору, у Рибничкој долини, код Сливнице и Грахова и остало.
У јесен 1944. године, постао је заменик команданта Петнаесте дивизије, а ускоро потом и командант Петнаесте дивизије и командант Осамнаесте дивизије, што је остао до краја рата.
Борио се против белогардиста и Немаца у Сувој крајини, водио четверодневну борбу за Опчине, борбе за одбрану Беле крајине, а против четника се борио у Нотрањској. У завршним борбама за ослобођење, учествовао је у борбама за Кочевје, Рибницу, Велике Лашче и у завршној бици пред Љубљаном.
Након рата је остао у Југословенској армији и био командант бригаде Корпуса народне одбране Југославије, командант демаркационе линије између Италије и Југославије, командант граничарске бригаде на мађарској граници, командант града Љубљане, командант Школе резервних војних старешина у Бохињској Бели, командант Школе за резервне старешине у Випави и начелник пешадијског одељења у дивизији у Марибору. После пензионисања је био инспектор за предвојничку обуку у Марибору и председник СУБНОР-а општине Марибор.
Умро је 21. септембра 1978. године у Марибору.
Носилац је Партизанске споменице 1941. и бројних југословенских и страних одликовања, међу којима је пољски Партизански крст. Орденом народног хероја одликован је 27. новембра 1953. године.